# Umar Farouk Abdulmutallab

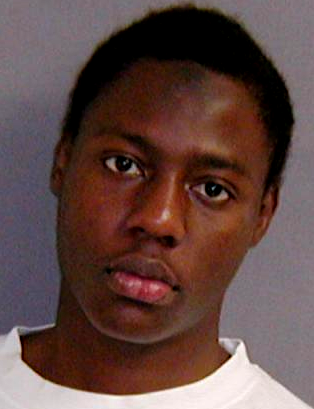
Umar Farouk Abdulmutallab (2009)

Umar Farouk Abdulmutallab (* 22. Dezember 1986 in Lagos, Nigeria) ist ein nigerianischer islamistischer Terrorist, der am 25. Dezember 2009 versuchte, mit Sprengstoff in seiner Unterwäsche ein Flugzeug des Typs Airbus A330-300 zu sprengen, das als Northwest-Airlines-Flug 253 auf dem Weg von Amsterdam nach Detroit in den USA war.
Aufgrund seiner Vorgehensweise wurde er als Unterhosenbomber bekannt.
Umar Farouk Abdulmutallab, auch als Umar Abdul Mutallab und Omar Farooq al-Nigeri bekannt, wohnte in London, wo er zwischen 2005 und 2008 am University College Maschinenbau studierte. Am University College war er außerdem von 2006 bis 2007 Präsident der islamischen Gesellschaft der Studentenvereinigung. Nach Informationen US-amerikanischer Geheimdienste soll Umar Faruk Abdulmutallab mehrere Monate nördlich der jemenitischen Hauptstadt Sanaa von al-Qaida für den Anschlag auf das Flugzeug ausgebildet worden sein.
Er ist der Sohn des früheren nigerianischen Ministers und Bankenchefs Alhaji Umaru Mutallab. Dieser hatte nach Information des Senders BBC die US-Botschaft in der nigerianischen Hauptstadt Abuja bereits einige Wochen vor dem Anschlag gewarnt, sein Sohn habe sich radikalisiert. Ein US-Beamter bestätigte, dass die Botschaft die Information nach Washington weitergeleitet habe, woraufhin Abdulmutallab dann auf eine Beobachtungsliste eingetragen wurde, die rund 500.000 potentielle Terroristen und mutmaßliche Terrorsympathisanten enthält. Da die vorliegenden Informationen den US-amerikanischen Sicherheitsbehörden nicht ausreichten, wurde sein Name nicht auf die Flugverbotsliste (Watchlist) gesetzt.
Seine Miranda-Aussageverweigerungsrechte wurden aufgrund der Ausnahmeregelung public-safety exemption für 48 Stunden außer Kraft gesetzt, um den Standort möglicher weiterer Bomben in Erfahrung bringen zu können.
Bei seiner ersten gerichtlichen Anhörung in Detroit erklärte die Pflichtverteidigerin Abdulmutallabs am 8. Januar 2010, dass ihr Mandant „zum derzeitigen Zeitpunkt“ auf nicht schuldig plädiere. Der 23-Jährige musste sich in sechs Punkten verantworten, darunter wegen versuchten Mordes und versuchten Gebrauchs einer Massenvernichtungswaffe. Der Prozess gegen ihn, in dem er sich in allen Anklagepunkten für schuldig bekannte, begann am 11. Oktober 2011. Am 16. Februar 2012 wurde er zu einer lebenslangen Freiheitsstrafe ohne Möglichkeit auf vorzeitige Entlassung verurteilt. Er sitzt im Hochsicherheitsgefängnis ADX Florence.